# Artéria vesical inferior
A artéria vesical inferior é um vaso sanguíneo exclusivo para o sexo masculino que vasculariza a porção inferior da bexiga urinária, glândulas seminais, próstata e parte inferior do ureter.
Alguns pesquisadores consideram que este vaso está presente apenas em homens e citam a artéria vaginal como a estrutura homóloga nas mulheres; outras consideram que está presente em ambos os sexos, com o vaso assumindo a forma de um pequeno ramo de uma artéria vaginal nas mulheres.

## Ver também

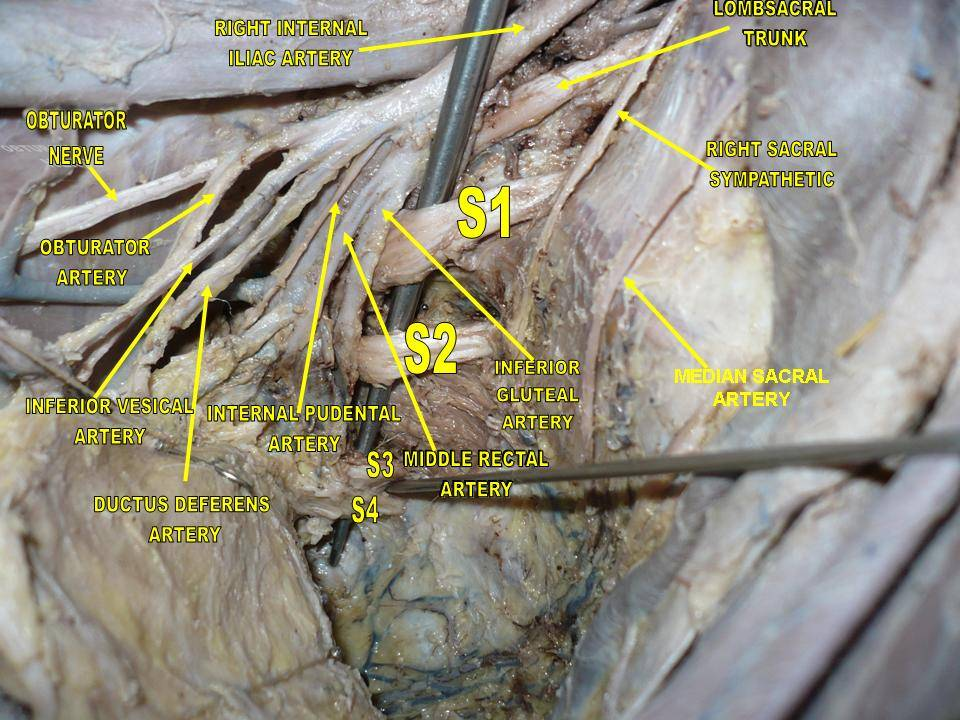
Visão descrita da artéria vesical inferior (inglês)

## Estrutura
Origem
A artéria vesical inferior é um ramo da divisão anterior da artéria ilíaca interna. Frequentemente, tem uma origem comum com a artéria retal média.
Percurso
A artéria vesical inferior passa medialmente através do assoalho pélvico.
Distribuição
A artéria vesical inferior é distribuída para o trígono e a porção inferior da bexiga urinária, o ureter, a próstata, o ducto deferente e as vesículas seminais.